# Workingman's Dead
Workingman's Dead je čtvrté studiové album americké skupiny Grateful Dead. Album původně vyšlo 14. června 1970 u Warner Bros. Records. V roce 2003 ho časopis Rolling Stone umístil na 262. pozici ve svém žebříčku 500 nejlepších alb všech dob.

## Seznam skladeb
| Strana 1 | Strana 1            | Strana 1       | Strana 1 |
| Pořadí   | Název               | Autor          | Délka    |
| -------- | ------------------- | -------------- | -------- |
| 1.       | Uncle John's Band   | Garcia, Hunter | 4:42     |
| 2.       | High Time           | Garcia, Hunter | 5:12     |
| 3.       | Dire Wolf           | Garcia, Hunter | 3:11     |
| 4.       | New Speedway Boogie | Garcia, Hunter | 4:01     |

| Strana 2       | Strana 2         | Strana 2             | Strana 2 |
| Pořadí         | Název            | Autor                | Délka    |
| -------------- | ---------------- | -------------------- | -------- |
| 1.             | Cumberland Blues | Garcia, Hunter, Lesh | 3:14     |
| 2.             | Black Peter      | Garcia, Hunter       | 5:41     |
| 3.             | Easy Wind        | Hunter               | 4:57     |
| 4.             | Casey Jones      | Garcia, Hunter       | 4:24     |
| Celková délka: | Celková délka:   | Celková délka:       | 35:33    |

## Sestava
- Jerry Garcia – kytara, banjo, pedálová steel kytara, zpěv
- Bob Weir – kytara, zpěv
- Ron „Pigpen“ McKernan – klávesy, harmonika, zpěv
- Phil Lesh – baskytara, zpěv
- Bill Kreutzmann – bicí, perkuse
- Mickey Hart – perkuse
- David Nelson – akustická kytara